# Ашуров, Джумшуд Шеваньяевич
Джумшуд Шеваньяевич Ашуров (настоящее имя Шуьмшуьл Шеваньяевич Ашуров; 9 мая 1913, Дербент — 15 февраля 1980, Дербент)  — первый советский композитор горско-еврейского происхождения. В 1961 году был удостоен звания «Заслуженный деятель искусств Дагестанской АССР». 10 апреля 1970 года, от имени Президиума Верховного Совета СССР, награждён юбилейной медалью «В ознаменование 100-летия со дня рождения Владимира Ильича Ленина» 

## Биография
Джумшуд Ашуров родился 9 мая 1913 года в Дербенте, Дагестанской области, административно-территориального образования в составе Российской империи.
В 1930 году он поступил в Дербентское педагогическое училище, где пробовал писать собственные музыкальные произведения, сочинял песни и создал инструментальную пьесу.
После окончания Дербентского педагогического училища работал таристом в Горско-еврейском театре, написал ряд песен и инструментальный марш «Заря Востока», танцевальную композицию «Весенняя птица».
В 1935 году был направлен в Московскую консерваторию имени Чайковского, но из-за болезни вынужден был прервать учебу. В 1937 году вернувшись в Дербент, организовал Южно-Дагестанский государственный национальный ансамбль.
Одновременно работал в азербайджанском и горско-еврейском театрах, сочинял музыку к драме  Александра Ширванзаде «Намус» и пьесе Миши Бахшиева «Победа героев». Написал также марш «К 15-летию ДАССР» и танцы «Джумшуд» и «Избербаш».
В 1938 году Джумшуд Ашуров переехал в Баку, где стал заведующим музыкальным отделом Дома азербайджанского творчества и брал уроки композиции у Узеира Гаджибекова.
В 1940 году песня Ашурова «В нашей стране» получила вторую премию на республиканском конкурсе. В том же году, после окончания курсов повышения квалификации композиторов в г. Москве, он вернулся в Дербент и работал музыкальным руководителем азербайджанского и горско-еврейского театров. Там была поставлена его пьеса «Кызбурун», посвященная Советской Армии.
В 1949 году он начал творческое сотрудничество с Лезгинским театром имени С. Стальского, сочинив музыку ко многим его спектаклям.
В 1955 году, Джумшуд Ашуров написал сюиту для  тара с фортепиано.
Он писал музыку к спектаклям Лезгинского театра имени С. Стальского, а также к пьесам своих земляков Хизгила Авшалумова «Кушак бездетности», Юно Семнова «Борцы за свободу» и Сергея Изгияева «Двоюродная сестра». Он также написал музыку к трем танцам: «Харс», «Фиалка», «Свадьба горцев» в исполнении ансамбля «Лезгинка». Его песни, среди которых «Гюльбоор», «Гюзель Яр» (лезгинская песня), «Песня о Дербенте» и «Махачкала», стали широко известны.
В последние годы жизни Ашуров написал музыку к документальному фильму «Дербент».
За участие в оборонительных операциях и творческое служение воинским частям и госпиталям в годы Великой Отечественной войны Джумшуд Ашуров был удостоен трех правительственных наград: «За оборону Кавказа», «За доблестный труд в Великой Отечественной войне 1941—1945 гг.» и « За победу над Германией в Великой Отечественной войне 1941—1945 гг.».
Ашуров скончался 15 февраля 1980 года и был похоронен на еврейском кладбище в Дербенте.

## Семья
Ашуров был женат на Мозол. Они вырастили четверых детей. Их старший сын, Семен Ашуров, был удостоен звания «Заслуженный работник культуры Республики Дагестан», в Дербентском музыкальном училище преподавал фортепиано. Другой сын, Ошир Ашуров, окончил музыкальное училище по специальности «хоровое дирижирование». У Ашурова было две дочери, Яфа и Мира.

## Награды
- 1961 год, «Заслуженный деятель искусств Дагестанской АССР»[1][4]
- 1970 год, Медаль «В ознаменование 100-летия со дня рождения Владимира Ильича Ленина»[1][2]
- Медаль «За оборону Кавказа»[4]
- Медаль «За доблестный труд в Великой Отечественной войне 1941—1945 гг.»[4]
- Медаль «За победу над Германией в Великой Отечественной войне 1941—1945 гг.»[4]

## Наследие
19 мая 2018 году Дербентскому музучилищу было присвоено имя Джумшуда Ашурова.
На стене дома, где жил Джумшуд Ашуров была установлена мемориальная плита.
В 2013 году в Дербенте отметили столетие со дня рождения Джумшуда Ашурова — первого композитора горско-еврейского происхождения.